# Рудзениці
Рудзениці (пол. Rudzienice, нім. Raudnitz) — село в Польщі, у гміні Ілава Ілавського повіту Вармінсько-Мазурського воєводства.
Населення — 884 особи (2011).

## Демографія
Демографічна структура станом на 31 березня 2011 року:
|          | Загалом | Допрацездатний вік | Працездатний вік | Постпрацездатний вік |
| -------- | ------- | ------------------ | ---------------- | -------------------- |
| Чоловіки | 451     | 121                | 301              | 29                   |
| Жінки    | 433     | 111                | 258              | 64                   |
| Разом    | 884     | 232                | 559              | 93                   |